# 環境共創イニシアチブ
一般社団法人環境共創イニシアチブ（かんきょうきょうそうイニシアチブ、英: Sustainable open Innovation Initiative、略称: SII）は、「技術革新と市場創出を主導すること」を目的に各種事業を行う団体である。
セイコーグループの子会社セイコーインスツル（SII）とは無関係である。

## 設立と事業受託
2011年2月22日に設立された一般社団法人である。社員企業・団体には、電通、電通国際情報サービス、電通ライブ、電通ワークスなどの電通グループ各社、トランスコスモス、パーソルプロセス&テクノロジー、アヴァンティスタッフなどのITアウトソーシングや人材派遣各社、大日本印刷、凸版印刷、野村総合研究所、みずほ銀行などの他、省エネルギーセンター、日本ガス協会、石油連盟、電気事業連合会などのエネルギー関連各団体が名前を連ねる。賛助会員に一般社団法人ビジネス・エンジニアリング・センター（東京都中央区築地）がある。
2013年時点の定款の作成者名は経済産業省大臣官房情報システム厚生課で、「補助金執行一般社団法人（仮称）定款（案）」と作成者・タイトルともサービスデザイン推進協議会のそれと同じだった。さらに代表理事を務める赤池学はサービスデザイン推進協議会の設立時代表理事だった。
また、2017年度-2019年度の3年間に、日本国政府から35件160億円の事業を受託して電通に再委託していた。経済産業省と環境省共管のZEH（ネット・ゼロ・エネルギー・ハウス）支援補助金事業などの他、マイナンバーを使ってポイント還元する総務省のマイナポイント事業も当団体が受託し、電通に再委託され、電通ライブや電通国際情報サービスなど、さらにトランスコスモス、大日本印刷などに再々委託、再々々委託されていたことが明らかとなっている。
Go To キャンペーン事業の公募前にもヒアリングを複数回受けていたことも明らかとなっている。